# En skymt av himlens härlighet
En skymt av himlens härlighet är en nattvardspsalm med text skriven 1745 av Charles Wesley och musik skriven 1830 av Lowell Mason. Texten översattes 1980 till svenska av Arne Widegård.

## Publicerad i
- Psalmer och sånger 1987 som nr 431 under rubriken "Kyrkan och nådemedlen - Nattvarden".[1]